# Instant Groove
Instant Groove è un album del sassofonista King Curtis, pubblicato dalla ATCO Records nel 1969. In questo disco è presente il brano Hey Jude, ma contrariamente alla versione presente nell'ellepì omonimo di Wilson Pickett (sempre pubblicato nel 1969), in questa versione del brano Duane Allman non suona.

## Tracce
Lato A
1. Instant Groove – 2:21 (Curtis Ousley) – Registrato (circa) il 23 aprile 1969 a New York City, New York
2. Hey Joe – 2:54 (Billy Roberts) – Registrato (circa) il 2 gennaio (o) febbraio 1969 a Memphis, Tennessee
3. Foot Pattin' – 4:46 (Curtis Ousley) – Registrato (circa) il 2 gennaio (o) febbraio 1969 a Memphis, Tennessee
4. Wichita Lineman – 3:05 (Jim Webb) – Registrato (circa) il 2 gennaio (o) febbraio 1969 a Memphis, Tennessee
5. Games People Play – 2:45 (Joe South) – Registrato il 19 febbraio 1969 al Fame Studios di Muscle Shoals, Alabama
6. Sing a Simple Song – 2:49 (Sylvester Stewart) – Registrato il 5 marzo 1969 al Juggy Sound Studios di New York City, New York

Lato B
1. The Weight – 2:48 (Jaime Robertson) – Registrato il 19 febbraio 1969 al Fame Studios di Muscle Shoals, Alabama
2. La Jeanne – 2:54 (Johnny Christopher) – Registrato (circa) il 2 gennaio (o) febbraio 1969 a Memphis, Tennessee
3. Little Green Apples – 2:45 (Bobby Russell) – Registrato (circa) il 2 gennaio (o) febbraio 1969 a Memphis, Tennessee
4. Somewhere – 2:28 (Leonard Bernstein, Stephen Sondheim) – Registrato il 1º aprile 1968 a New York City, New York
5. Hold Me Tight – 2:07 (Johnny Nash) – Registrato (circa) il 2 gennaio (o) febbraio 1969 a Memphis, Tennessee
6. Hey Jude – 3:13 (John Lennon, Paul McCartney) – Registrato (circa) il 2 gennaio (o) febbraio 1969 a Memphis, Tennessee

## Musicisti
A1
- King Curtis - sassofono tenore
- Cornell Dupree - chitarra
- Jerry Jemmott - basso elettrico
- Ray Lucas - batteria
- Non identificati - sezione strumenti a fiato[5]

A2, A3, A4, B2, B3, B5 e B6
- King Curtis - sassofono tenore
- Duane Allman - chitarra (brani: Hey Joe e Foot Pattin')
- Jimmy Johnson - chitarra
- Barry Beckett - pianoforte, organo
- David Hood - basso elettrico
- Roger Hawkins - batteria
- Non identificati - sezione strumenti a fiato
- Non identificati - sezione strumenti a corda
- Arif Mardin - arrangiamenti[6]

A5 e B1
- King Curtis - sassofono tenore
- Duane Allman - chitarra
- Jimmy Johnson - chitarra ritmica
- Barry Beckett - pianoforte
- David Hood - basso elettrico
- Roger Hawkins - batteria[7]

A6
- King Curtis - sassofono tenore
- Cornell Dupree - chitarra
- Phil Wright - pianoforte
- Jerry Jemmott - basso elettrico
- Kenny Rice - batteria
- Non identificati - sezione strumenti a fiato
- Non identificati - coristi[8]

B4
- King Curtis - sassofono tenore, sassofono alto, sassofono soprano
- Spooner Oldham - pianoforte, pianoforte elettrico
- Bobby Emmons - organo
- Reggie Young - chitarra
- Mike Leech - basso elettrico
- Gene Chrisman - batteria[9]

Arrangiamenti:
- King Curtis (brani: A1 e A6)
- Arif Mardin (brani: A3, A4, B1, B2, B3, B4 e B6)

Produttori:
- King Curtis (brani: A1, A6 e B1)
- Chips Moman (brani: A2, A3, A4, B2, B3 e B5)
- Arif Mardin (brani: A3, A4, B1, B2, B3, B4 e B6)
- Jerry Greenber (brano: A6)
- Tom Dowd (brano: B6)[10]